# L'ultimo romantico (Mario Venuti)
L'ultimo romantico è l'ottavo album da solista di Mario Venuti, pubblicato nel 2012 da Musica&Suoni - Microclima e distribuito dalla Sony.
La produzione artistica è stata curata a quattro mani dallo stesso Venuti e da Roberto Vernetti.
L'album è stato registrato tra il settembre e l'ottobre del 2011 al TRP Studio di Tremestieri Etneo, da Cristian Milani e Riccardo Samperi.
Per arrangiare e suonare le canzoni, Venuti si è avvalso della collaborazione di Arancia Sonora, il gruppo tutto siciliano composto da Tony Canto, Tony Brundo, Vincenzo Virgillito e Franco Barresi, mentre i cori sono stati eseguiti da Massimo Greco.
Il coro classico in Gaudeamus è stato eseguito da Doulce Memoire e registrato all'interno della Cappella Bonajuto.

## Tracce
1. Rosa Porporina - 4:13
2. Trasformazioni - 3:56
3. Là ci darem la mano - 3:28
4. Rasoi - 3:57
5. Quello che ci manca - 3:47
6. Con qualsiasi cosa - 3:29
7. Non sarò io - 4:52
8. DNA - 3:52
9. L'ultimo romantico - 3:34
10. Fammi il piacere - 3:23
11. Gaudeamus - 3:08
12. Terra di nessuno - 4:12
13. Quello che ci manca - Acoustic (bonus tracks solo su I-Tunes)

## Singoli
- Quello che ci manca (videoclip realizzato da Fabio Luongo)
- Fammi il piacere(videoclip realizzato da Francesco M. Attardi)
- Trasformazioni(videoclip realizzato da Maria Arena)

## Formazione
- Mario Venuti - voce, chitarra acustica, chitarra elettrica (tracce 8, 10), pianoforte (tracce 8, 9, 12)
- Vincenzo Virgillito - basso, contrabbasso (traccia 11)
- Franco Barresi - batteria, tamburello, tabla (traccia 1)
- Tony Canto - chitarra classica (traccia 11), chitarra elettrica
- Tony Brundo - pianoforte, tastiere